# A Strange Arrangement
A Strange Arrangement é o primeiro álbum de estúdio do músico americano Mayer Hawthorne. O álbum foi lançado em 8 de setembro de 2009, pela gravadora Stones Throw Records. O álbum ficou na posição de número 147 na parada do Billboard 200, na primeira semana de seu lançamento. 

## Antecedentes e produção
Se apresentando em Los Angeles como DJ Haircut, o fã de hip-hop Andrew Cohen, nascido em Michigan, achou que seria interessante gravar sua própria música como samples. Sua forma de fazer musica atraiu os ouvidos do fundador da Stones Throw, Peanut Butter Wolf. Quando ele recebeu um contrato de gravação para o que ele pensava ser um single, ele percebeu que Wolf queria um álbum completo e teve que se isolar, já que ele acabou escrevendo e gravando quase todas as partes do álbum sozinho, ele também criou e começou a usar o nome artístico "Mayer Hawthorne", que é uma combinação do nome do meio verdadeiro de Cohen (Mayer) e o nome da rua em que ele cresceu chamada Hawthorne Road, em Ann Arbor, Michigan. A voz suave de Hawthorne extrai-se profundamente do trabalho de lendas como Smokey Robinson, Curtis Mayfield e Russel Thompkins Jr. Ele brilha mais em faixas diretas, onde não exagera, em vez disso, dobra seus vocais inocentes em arranjos cativantes, enérgicos e descomplicados.

## Faixas
| N.º            | Título                                    | Duração |  |
| 1.             | "Prelude"                                 | 0:26    |  |
| 2.             | "A Strange Arrangement"                   | 4:16    |  |
| 3.             | "Just Ain't Gonna Work Out"               | 2:30    |  |
| 4.             | "Maybe So, Maybe No"                      | 2:58    |  |
| 5.             | "Your Easy Lovin' Ain't Pleasin' Nothin'" | 3:03    |  |
| 6.             | "I Wish It Would Rain"                    | 3:57    |  |
| 7.             | "Make Her Mine"                           | 2:41    |  |
| 8.             | "One Track Mind"                          | 2:06    |  |
| 9.             | "The Ills"                                | 2:49    |  |
| 10.            | "Shiny & New"                             | 3:00    |  |
| 11.            | "Let Me Know"                             | 3:03    |  |
| 12.            | "Green Eyed Love"                         | 3:52    |  |
| Duração total: | Duração total:                            | 32.41   |  |

## Paradas
| Parada (2009)                           | Melhor posição |
| --------------------------------------- | -------------- |
| França (SNEP)                           | 134            |
| Estados Unidos (Billboard 200)          | 147            |
| Estados Unidos (Top R&B/Hip Hop Albums) | 55             |